# My Show
 (avril 2020).
Si vous disposez d'ouvrages ou d'articles de référence ou si vous connaissez des sites web de qualité traitant du thème abordé ici, merci de compléter l'article en donnant les références utiles à sa vérifiabilité et en les liant à la section « Notes et références ».

My Show est un album de la chanteuse Carola sorti le 19 novembre 2001, produit par Patrik Frisk, Hitvision, Jay Jay, Niklas Molinder, David Eriksen et Robin Smith chez Universal Music.

## Liste des chansons
- 01. My Show (L Peirone / J Schella / A Barrén)
- 02. The Light (M Håkansson / P Engborg)
- 03. I'm Coming Home (Carola / H Andersson / M Ankelius)
- 04. I Believe In Love (Carola / H Andersson / M Ankelius / A-L Högdahl)
- 05. The Pearl (P Börjesson / K Johansson)
- 06. My Love (D French / J McKenzie)
- 07. A Kiss Goodbye (Carola / H Andersson / M Ankelius / A-L Högdahl)
- 08. Secret Love (J Henriksen / J Lysdahl)
- 09. You + Me (N Frisk / A Mattson)
- 10. Wherever You Go (Carola / P Frisk)
- 11. Faith, Hope & Love (Carola / D Eriksen)
- 12. If I Told You (Carola / J Poppo / M Deputato)
- 13. Angel Of Mercy (B Gibb / R Gibb / M Gibb)
- 14. Someday (B Bacharach / Tonio K)

## Single

### The Light
- 01. The Light (Radio Edit)
- 02. The Light (Album Version)

### I Believe In Love
- 01. I Believe In Love (Radio Hitvision Remix)
- 02. I belive In Love(Club Anthem Radio Mix)

### You + Me
- 01. You + Me

## Meilleur classement
Suède n°6[réf. souhaitée]